# Guiglia
Guiglia és un municipi situat al territori de la província de Mòdena, a la regió de l'Emília-Romanya, (Itàlia).
Guiglia limita amb els municipis de Castello di Serravalle, Marano sul Panaro, Pavullo nel Frignano, Savignano sul Panaro i Zocca.